# アピエス
株式会社アピエスは、埼玉県和光市に本社を置きアミューズメント機器のレンタル・販売を行う企業。

## 歴史
1974年に「アイ・ピー・エム株式会社」として辻本憲三（後のカプコン会長）によって設立され、当初はメダルゲームやフリッパーなどのアーケードゲーム機のリースを駄菓子屋やパン屋などへ行っていた。その後コンピュータゲーム事業へ参入する。
1979年7月1日に社名を「アイレム株式会社」に変更した。理由はアイ・ピー・エムの社名はIBMから「名前が紛らわしい」との手紙が届いたためである。なお変更当時の報道では業容拡大を理由にしていた。
1997年にコンピュータゲーム事業はアイレムソフトウェアエンジニアリングに譲渡したが、アミューズメントベンダー事業は残されたため、以降は占い機や千社札販売機などのアミューズメントベンダーが主力商品となっている。
1998年に社名を現在の「株式会社アピエス」に変更。
2018年時点、おみくじの自動販売機では国内シェア約80%というトップメーカーであり女子道社の撤退以降は日本国内唯一の製造販売企業である。
かつてはアミューズメント施設運営も行っていたが、撤退している。

## 沿革
- 1969年7月 - 創業[1]。（社名：アイ・ピー・エム商会、創業者：辻本憲三、創業地：大阪府）
- 1974年7月10日 - アイ・ピー・エム（IPM）株式会社設立[1]。
- 1977年 - 「ブロックくずし」のブームに伴い、石川県の七尾電機と生産提携[注 3]。
- 1979年7月1日 - 社名をアイレム株式会社に変更[2]。
- 1980年2月 - 七尾電機を子会社化したナナオ（現・EIZO）によってアイレム子会社化[6]。
- 1982年12月15日 - ナナオの社長である高嶋哲がアイレム社長を兼任、辻本は代表権のない会長に就任[7]。
- 1983年 - 辻本が会長を退任。
- 1985年 - ゲーム開発部門及び販売部門をアイレム販売株式会社に分社。1989年再合併。
  - この頃　ダイエーがナナオから株式の半数を取得し、ダイエー傘下となるも、後に経営不振に伴い、全株式がナナオに売却され、再びナナオ傘下に。
- 1994年 - ゲーム開発から撤退、開発部門をナナオのある石川県へ移転[注 4]。
- 1996年 - 『ぐっすんぱらだいす』でゲーム開発に復帰。
- 1997年6月 - アイレムソフトウエアエンジニアリング株式会社にゲーム開発部門を譲渡[6]した後、ナナオからユウビスに売却され、ユウビス傘下に。
- 1998年 - 社名を株式会社アピエスに変更。
- 1999年 - 前年よりユウビスに資本参加していたアトラス（旧社）に買収される。
- 2001年 - アトラス（旧社）が全株式を、当時のアピエス社長（元アトラス社員）にMBO方式で売却。売却額は1000円。

## 発売したゲーム作品

### アーケードゲーム

#### 『R-TYPE』以前
- テーブルブロック：『ブロックくずし』のコピーゲームで、同社のデビュー作。
- (PT)ピッコロ：『サーカス』のコピーゲーム。
- IPMインベーダー：タイトー『スペースインベーダー』のライセンス生産。
- コマンダー：同社初のオリジナルゲームで、基板は『IPMインベーダー』の流用。
- PT麻雀：日本初のアーケード麻雀ビデオゲーム。まだ通常の麻雀形式でなく、「ブロックくずし」の要領でボールを牌に当て、14牌を和了型にしてあがる、『雀球』をそのままビデオゲームにした様な出来だった。
- ムーンパトロール
- 銀河帝国の逆襲：1980年作。ナムコから正式に許諾を得て『ギャラクシアン』を改造したアイレムのアーケード固定画面シューティング。海外では「Japanese Irem Game」と呼ばれた。
- ザ・バトルロード
- 妖獣伝
- 愛先生のO・SHI・E・TE わたしの星：名前や生年月日を入力して、いろいろな占いが出来る星占いゲーム。
- ジッピーレース
- 10ヤードファイト
- トロピカルエンジェル
- スパルタンX
- スペランカー
- ロードランナー
- ロットロット
- 快傑ヤンチャ丸

#### 『R-TYPE』以後
1987年
- R-TYPE
- ミスターヘリの大冒険
- ビジランテ

1988年
- 迷宮島
- 最後の忍道
- イメージファイト

1989年
- 四川省 - 開発は子会社のタムテックス。
- レジェンド・オブ・ヒーロー・トンマ
- ドラゴンブリード
- Xマルチプライ
- R-TYPE II

1990年
- メジャータイトル
- アイレム・エア・デュエル
- 大工の源さん
- パウンド・フォー・パウンド

1991年
- 剣豪
- 覇沙夢
- ガンフォース
- クロス・ブレイズ
- ボンバーマン - ハドソンからライセンスを受け開発。
- GALLOP
- サンダーブラスター

1992年
- 魔法警備隊ガンホーキ
- ボンバーマンワールド - ハドソンからライセンスを受け開発。
- アンダーカバーコップス
- メジャータイトル２
- R-TYPE LEO
- クイズF-1 ワンツーフィニッシュ

1993年
- フック
- 海底大戦争
- 四川省Ⅱ - タムテックス開発。
- ぐっすんおよよ
- 野球格闘リーグマン
- パーフェクト・ソルジャーズ

1994年
- ファイアーバレル - タムテックス開発。アイレム最後の縦スクロールシューティング。よく“ファイヤーバレル”と間違われる。
- ジオストーム
- ドリームサッカー'94 - 販売はデータイースト。

### 家庭用ゲーム
ファミコン用カセットには本体の電源の入り切り確認のための発光ダイオードが取り付けられていた。
- きね子
- スペランカー
- スクーン
- 魔鐘
- 麻雀家族
- 妖怪屋敷
- ガーディック外伝 - 開発はコンパイル。
- ナポレオン戦記
- 西村京太郎 ブルートレイン殺人事件
- 西村京太郎 スーパーエクスプレス殺人事件
- 激写ボーイ
- 不如帰
- ホーリー・ダイヴァー
- メジャーリーグ
- 激突四駆バトル
- 神仙伝 - 同名の中国の物語が元ねた。
- パーマン
- 重力装甲メタルストーム
- 愛先生のO・SHI・E・TEわたしの星
- ダイナウォーズ
- ニトロパンクス・マイトヘッズ
- イメージファイトII
- R-TYPE III
- ソル・モナージュ - PCエンジン最終作。幻のソフトと呼ばれ、1年後NECより名作限定版が出た。
- 太陽の勇者ファイバード - サンライズ製作のテレビアニメ・勇者シリーズ第2作目のゲーム版。ゲームボーイとファミリーコンピュータで発売。尚、アイレムは本放送時にスポンサーとして参加していた。
- ぐっすんぱらだいす